# Mount Weather Emergency Operations Center
Het Mount Weather Emergency Operations Center of High Point Special Facility is een Amerikaans commandocentrum van de Federal Emergency Management Agency (FEMA), dat organisatorisch onder het United States Department of Homeland Security (DHS) valt. Het centrum ligt ongeveer 16 kilometer ten zuidoosten van het plaatsje Berryville in de staat Virginia. Het wordt gebruikt als uitvalsbasis voor civiele en militaire sleutelfiguren tijdens nationale rampen of een kernoorlog. Zo moet continuïteit van landsbestuur gewaarborgd worden zoals vastgelegd in het Continuity of Operations Plan.
Het centrum huisvest tevens het zendstation voor het FEMA National Radio System (FNARS).  Dit systeem maakt het mogelijk dat federale veiligheidsdiensten en het leger snel in contact kunnen komen met vrijwel het gehele land, bijvoorbeeld om de bevolking toe te spreken.
Het bestaan van het centrum kwam aan het licht toen de pers berichtte over een vliegtuigcrash op 1 december 1974. Tijdens TWA-vlucht 514 vloog een Boeing 727 in slecht weer tegen de berg waarop het centrum zich bevindt. Elektriciteitskabels raakten beschadigd waardoor FNARS tijdelijk buiten gebruik raakte.

## Gebruik
Tussen 1979 en 1981 ontwikkelde de National Gallery of Art een plan om schilderijen via helikopter naar het centrum te brengen.
Na de aanslagen op 11 september 2001 werden congresleden per helikopter naar het centrum geëvacueerd.
Op 7 april 2015 werd het centrum kort in gebruik genomen door de DHS nadat in Washington D.C. een stroomstoring optrad.